# Terry Caldwell
Terry Caldwell, diminutivo di Terence Caldwell (Wakefield, 5 dicembre 1938) è un ex calciatore inglese, di ruolo difensore.

## Caratteristiche tecniche
Era un terzino sinistro.

## Carriera
Dopo aver giocato nelle giovanili dell'Huddersfield Town esordisce in prima squadra (e contestualmente tra i professionisti) nella stagione 1959-1960, nella quale all'età di 21 anni gioca 4 partite nella seconda divisione inglese; nel corso della stagione viene poi ceduto al Leeds Utd: con i Whites nella seconda parte della stagione 1959-1960 gioca 10 partite in prima divisione, retrocedendo con il club in seconda divisione, categoria nella quale gioca poi 10 partite durante la stagione 1960-1961. Nell'estate del 1961 viene ceduto al Carlisle Utd, in quarta divisione: nella sua prima stagione nel club contribuisce alla conquista di una promozione in terza divisione, seguita da un'immediata retrocessione al termine della stagione 1962-1963 e da una seconda promozione in terza divisione al termine della stagione 1963-1964, con successiva vittoria del campionato di terza divisione nella stagione 1964-1965, grazie alla quale i Cumbrians si trovano nella stagione 1965-1966 per la prima volta nella loro storia a giocare in seconda divisione, categoria nella quale Caldwell rimane quindi fino al termine della stagione 1969-1970, per un totale di 344 presenze ed un gol (peraltro il suo unico in carriera in partite di campionato) in incontri di campionato con il club. Dal 1970 al 1972 il terzino gioca poi in quarta divisione con il Barrow, disputandovi in totale 30 partite, per poi ritirarsi nel 1973 dopo aver giocato anche con i semiprofessionisti del Wakefield, club della sua città natale.
In carriera ha totalizzato complessivamente 398 presenze ed un gol nei campionati della Football League, giocando almeno una partita in ciascuna delle sue quattro divisioni.

## Palmarès

### Club

#### Competizioni nazionali
- Third Division: 1

Carlisle United: 1964-1965